# Кравани на Дунаву
Кравани на Дунаву (слч. Kravany nad Dunajom, мађ. Karva) насељено је мјесто са административним статусом сеоске општине (слч. obec) у округу Коморан, у Њитранском крају, Словачка Република.

## Становништво
| Година:    | 1994. | 2004.   | 2014.   | 2024.   |
| ---------- | ----- | ------- | ------- | ------- |
| Број људи: | 779   | 759     | 727     | 703     |
| Разлика:   |       | -2,56 % | -4,21 % | -3,30 % |

| Година:    | 2023. | 2024.   |
| ---------- | ----- | ------- |
| Број људи: | 718   | 703     |
| Разлика:   |       | -2,08 % |

Према подацима о броју становника из 2011. године насеље је имало 747 становника.